# Antje Pieper

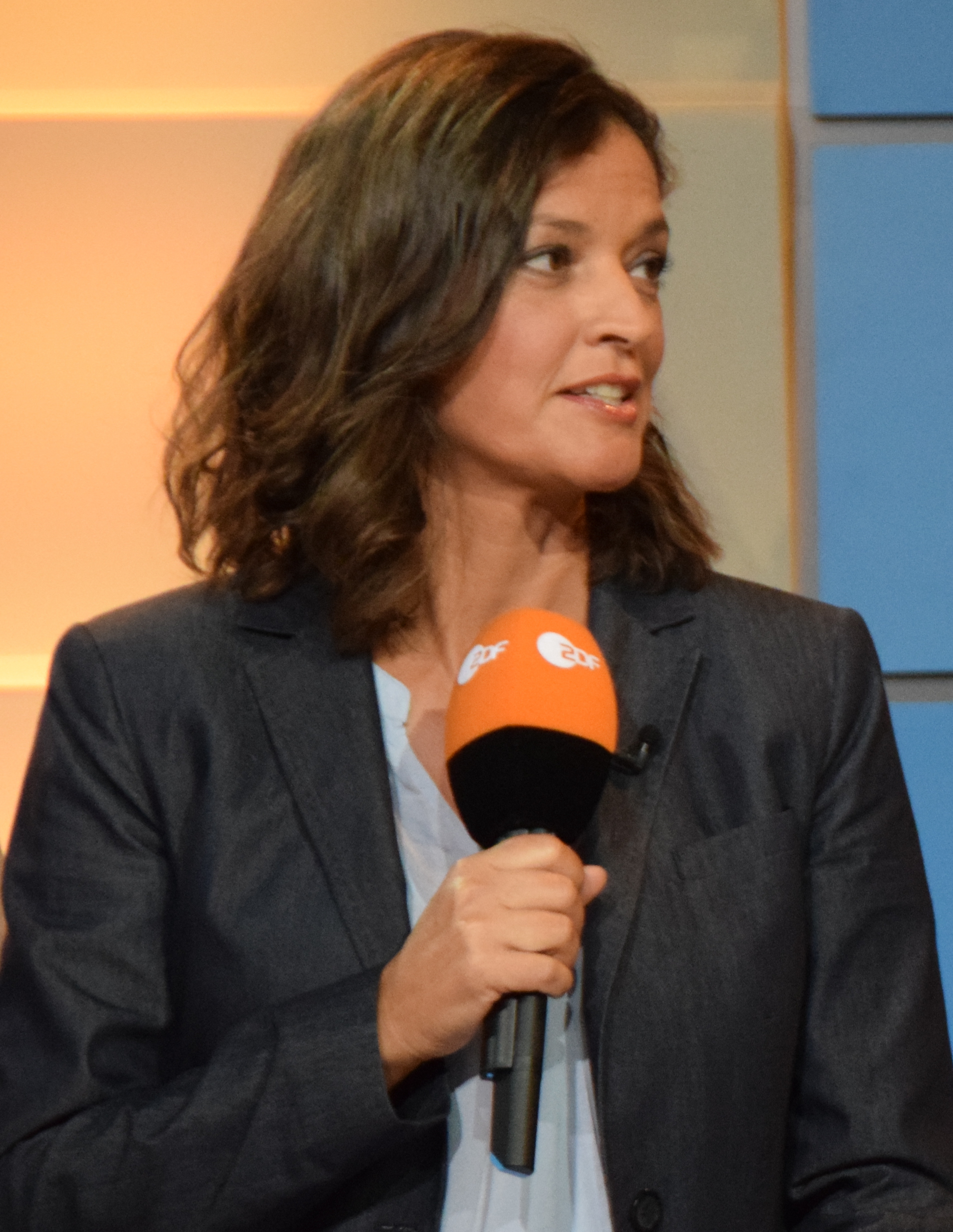
Antje Pieper (2014)

Antje Maren Pieper (* 30. Januar 1969 in Landsberg am Lech) ist eine deutsche Fernsehmoderatorin, Redakteurin und Reporterin. 

## Leben und Wirken
Erste journalistische Erfahrungen sammelte Pieper während ihrer Schulzeit im Jahr 1984 beim Bayerischen Rundfunk. Nach dem Abitur am Maximiliansgymnasium München arbeitete sie von 1989 bis 1990 in Italien, wo sie als freie Mitarbeiterin bei SuperChannel durch die Musiksendung Hotline führte. Weitere Stationen waren die Moderation des Festivals Rock over Europe im Mai 1989 in Amsterdam und von Januar 1991 bis Juni 1994 moderierte sie unter anderem zusammen mit Stefan Pinnow die Kindersendung Disney Club im Ersten.
Im Jahr 1994 kam Pieper zum ZDF und moderierte zunächst die Kindersendung Ferienfieber und die Kinder-Nachrichtensendung logo!, für die sie auch mehrere Reportagen durchführte. Danach präsentierte sie von April 1995 bis 1996 zusammen mit Gregor Steinbrenner die Jugendreihe smello und ab Mai 1995 im Nachmittagsprogramm des ZDF das 14-tägliche Magazin Sport-Szene. 1998 schloss Pieper ihr Studium der Politikwissenschaft, Geschichte Ost- und Südosteuropas und Literaturwissenschaften in München ab. Nach der Moderation der Sendung Länderspiegel von 2000 bis 2005 war sie bis Juni 2014 die Leiterin des ZDF-Studios Rom. Das Studio ist zuständig für die Berichterstattung aus Italien, San Marino und dem Vatikanstaat sowie aus Malta und Griechenland. Darüber hinaus war Pieper ab September 2011 Gastgeberin des Magazins life & style Rom auf ZDFinfo. Am 1. Juli 2014 kehrte sie in die Sendezentrale des ZDF nach Mainz zurück, wo sie als stellvertretende Leiterin der Hauptredaktion „Politik und Zeitgeschehen“ seitdem das auslandsjournal als Nachfolgerin von Theo Koll moderiert. Dadurch präsentiert sie vertretungsweise auch das Politbarometer.

## Privates
Pieper ist verwitwet und hat einen 2004 geborenen Sohn. Ihr Mann war der am 11. September 2019 im Alter von 60 Jahren verstorbene Schauspieler Andreas Wimberger.